# Ligament arqué latéral
Le ligament arqué latéral (ou arcade lombo-costale latérale ou arcade du carré des lombes ou ligament cintré du diaphragme) est un ligament pair situé dans la partie postérieure du diaphragme.

## Structure
Le ligament arqué latéral est formé par un épaississement de la lame antérieure du fascia thoraco-lombal. Il forme une arcade à convexité supérieure entre le processus costiforme de la première vertèbre lombaire et l'extrémité libre de la douzième côte au-dessus du muscle carré des lombes.
Sous sa concavité passe le nerf ilio-hypogastrique.

## Histoire
Les ligaments arqués latéraux ont été décrits par Galien dès 177 après J.-C. Cette découverte a été faite dans ses dissections animales effectuées dans le cadre de ses conférences à Rome, rassemblées dans De Anatomicus Administrationibus ,.